# Metronomy Forever
Metronomy Forever è il sesto album in studio del gruppo musicale britannico Metronomy, pubblicato nel 2019.

## Tracce
1. Wedding – 1:01
2. Whitsand Bay – 3:51
3. Insecurity – 3:54
4. Salted Caramel Ice Cream – 3:30
5. Driving – 0:49
6. Lately – 3:15
7. Lying Low – 3:56
8. Forever Is a Long Time – 2:29
9. The Light – 4:33
10. Sex Emoji – 4:23
11. Walking in the Dark – 3:04
12. Insecure – 1:16
13. Miracle Rooftop – 4:43
14. Upset My Girlfriend – 4:28
15. Wedding Bells – 4:19
16. Lately (Going Spare) – 3:40
17. Ur Mixtape – 1:39